# Caramany
Caramany é uma comuna francesa na região administrativa da Occitânia, no departamento dos Pirenéus Orientais. Estende-se por uma área de 14 km², com 144 habitantes, segundo o censo de 2018, com uma densidade de 10 hab/km².